# Anna Boberg
Anna Katarina Boberg, geboren Scholander (Stockholm, 3 december 1864 – 27 januari 1935) was een Zweedse kunstschilder, vooral bekend om haar landschappen van de Lofoten.

## Biografie
Zij werd geboren in Stockholm in een groot gezin. Haar vader was architect maar ook amateurschilder en stierf in 1881. Het jaar daarop ging zij met haar moeder op vakantie naar Spanje, waar zij definitief voor de kunst koos. In 1882 ging ze naar Parijs om te studeren bij de Académie Julian. In 1888 zij hield haar eerste tentoonstelling. In hetzelfde jaar trouwde zij met de architect Ferdinand Boberg. In de jaren erna experimenteerde zij met verschillende media en maakte muurdecoraties in opdracht.
In 1905 ontmoette zij toevallig Margaretha van Connaught, die ook kunstschilder was. De twee vrouwen schilderden vaak samen in en rond Stockholm met hun ezels en schildersbenodigdheden.
In 1910 liet zij een klein hutje bouwen in de Lofoten, ontworpen door haar man. Zij ging geregeld naar de kleine studio op Kjeøya in Svolvaer om er te schilderen. Haar landschappen uit de buurt van Lofoten werden tentoongesteld in Stockholm in 1903 en in Parijs in 1905. Het echtpaar Boberg verhuisde in 1925 naar Parijs, maar keerde in 1929 weer terug naar Stockholm. De rest van haar leven maakte zij landschappen en hield tentoonstellingen in Parijs, waarvan de laatste in 1927. Zij kreeg nooit veel aandacht in Zweden, maar werd populair in Frankrijk en Italië.
Boberg overleed in Stockholm. Zij doneerde haar studio op de Lofoten na haar overlijden aan Noorse en Zweedse schilders. Het huisje werd echter in de Tweede Wereldoorlog door Duitse nazi's vernield.
Boberg was een veelzijdig kunstenaar. Naast haar schilderkunst en toegepaste ontwerpen was zij ook schrijfster en componist.

## Werk
Boberg werd vooral geïnspireerd door het landschap van de Lofoten. Zij schilderde er de gletsjers, de oceaan en de midzomernachtzon, maar ook het leven van de bevolking die daar leefde van de visserij.
Boberg hield zich ook bezig met toegepaste kunst. Zo ontwierp zij in 1897 de pauwenvaas (Påfågelvasen) in de stijl van de art nouveau voor porseleinfabriek Rörstrand. Zij maakte daarnaast ontwerpen voor de glasfabriek Reijmyre. Ook maakte zij ontwerpen voor textiel. In 1898 schreef zij de tekst en ontwierp zij ook het decor voor de opera Tirfing van Wilhelm Stenhammar. Bij de Parijse wereldtentoonstelling van 1900 heeft zij meerdere textielwerken ingebracht.

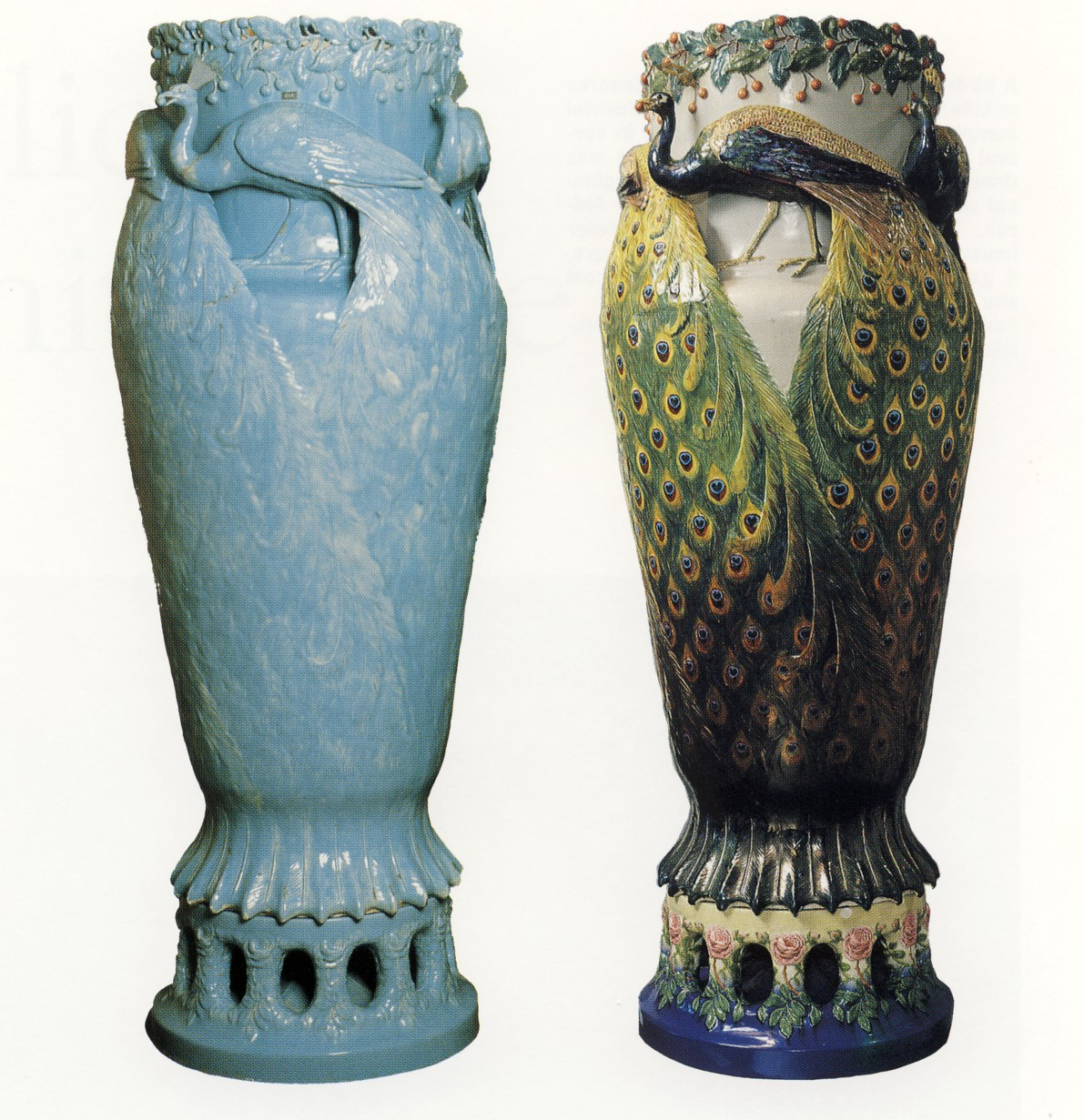
Pauwenvaas, 1897, Rörstrandsmuseet
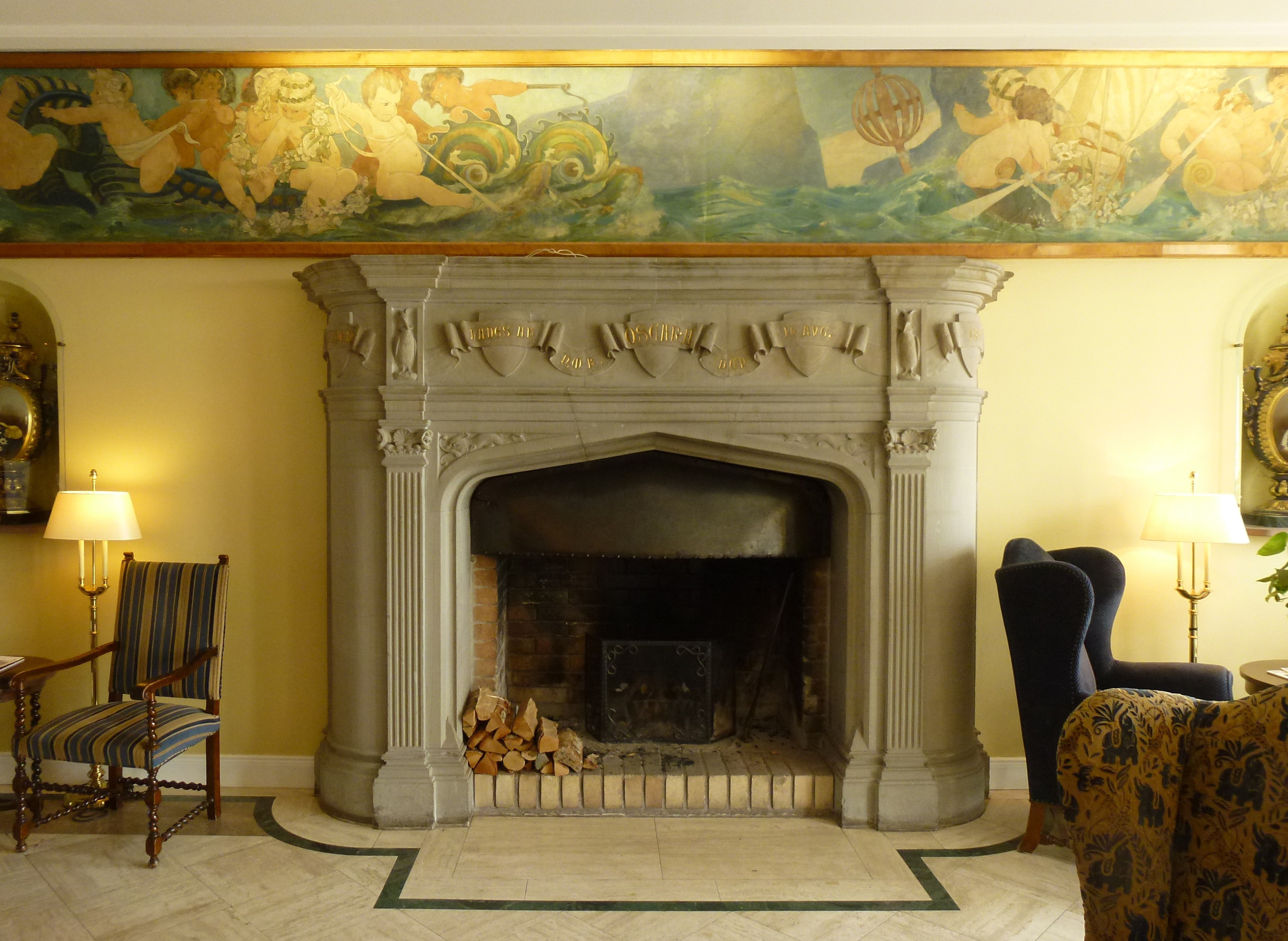
Muurdecoratie, Grand Hotel Saltsjöbaden

Winterlandschap
Bootjes in Lofoten
Noorderlicht